# 부당초등학교
부당초등학교는 대한민국 전북특별자치도 무주군에 있는 초등학교다.

## 학교 연혁
- 1944.05.24 부당공립국민학교로 개교
- 1948.01.10 제1회 졸업(9명)
- 1985.09.01 부당초등학교 병설유치원 개원
- 1996.03.01 부당초등학교로 개명
- 2003.09.01 제25대 전태찬 교장 부임
- 2006.03.02 제26대 조명환 교장 부임
- 2006.02.16 제58회 졸업식 4명 졸업(총 1,745명 졸업)
- 2007.03.02 제27대 이종철 교장 부임
- 2008.02.15 제59회 졸업식 7명 졸업(총 1, 752명 졸업)
- 2008.09.01 제28대 홍근식 교장 부임
- 2009.02.17 제60회 졸업식 (총 1, 755명 졸업)
- 2009.03.01 초등학교 3학급, 유치원 1학급 편성
- 2009.09.01 제29대 고규영 교장 부임
- 2010.03.01 초등학교 3학급, 유치원 1학급 편성
- 2011.02.15 제62회 졸업식 (총 1, 757명 졸업)
- 2011.03.01 초등학교 3학급, 유치원 1학급 편성
- 2011.09.01 제30대 백남운 교장 부임
- 2012.02.10 제63회 졸업식(총 1, 760명 졸업)
- 2012.03.01 초등학교 3학급, 유치원 1학급 편성
- 2012.09.01 제31대 김영생 교장 부임
- 2013.02.12 제65회 졸업식(총 1, 766명 졸업)
- 2014.03.01 초등학교 3학급, 유치원 1학급 편성
- 2014.09.01 제32대 배락균 교장 부임